# Savannah Stern
Savannah Stern (Modesto, California; 2 de mayo de 1986) es una actriz pornográfica estadounidense.
Existen discrepancias respecto a su lugar de nacimiento, pues algunas informaciones la dan como originaria de Modesto, California, aunque en algunas ocasiones aparezca como originaria de Portland e incluso de Vancouver (Washington).
Se trasladó a California para ganarse la vida como modelo, entrando en el cine porno en 2005 a los 19 años de edad.
Participa activamente con la afamada empresa Brazzers.